# 별 헤는 밤
《별 헤는 밤》은 윤동주의 사후에 출판된 유고시집으로, 하늘과 바람과 별과 시에 수록된 19편의 시 중 하나이다.

## 같이 보기
- 하늘과 바람과 별과 시